# 샤르헤이 시도르스키

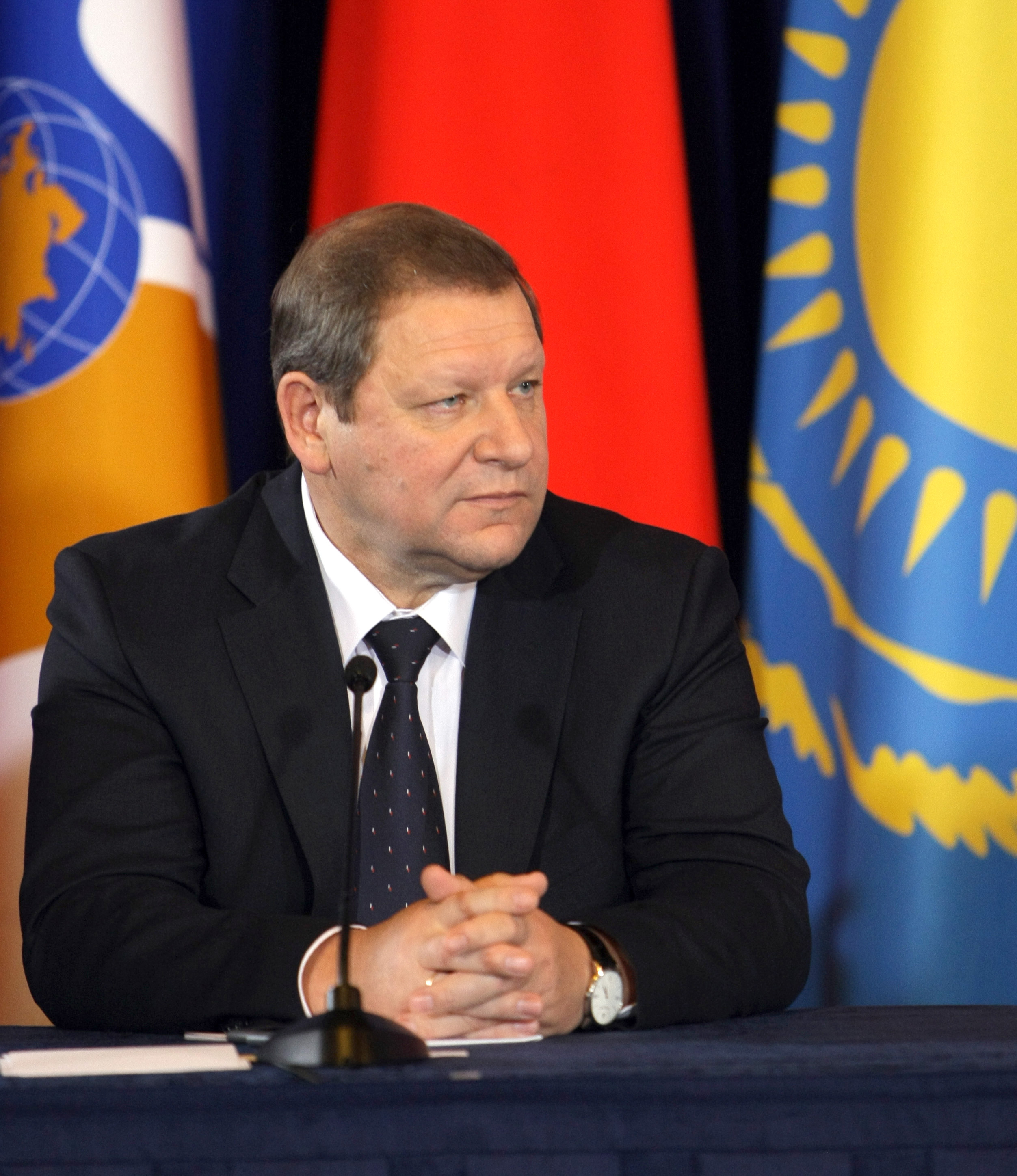
샤르헤이 시도르스키

샤르헤이 샤르헤예비치 시도르스키(벨라루스어: Сярге́й Сярге́евіч Сідо́рскі, 러시아어: Серге́й Серге́евич Сидо́рский 세르게이 세르게예비치 시도르스키[*], 1954년 3월 13일 - )는 벨라루스의 전 총리이다. 2003년 7월 10일에 선거를 통해서 헤나지 노비츠키를 제치고 벨라루스의 총리로 선출되었으며, 2010년 12월 28일 총리에서 물러났다.